# 星野桂一
星野 桂一（ほしの けいいち、1941年1月2日 - ）は、東京都出身のプロゴルファー。

## 来歴
東海電波高等学校出身。
22歳からゴルフを始め、1970年にプロ入りする。
1978年の広島オープンでは初日を山本善隆・前田新作と共に5アンダー67の4位タイでスタートし、2日目には前田と共に吉川一雄・新井規矩雄・入江勉と並んでの9位タイ、3日目には井上幸一と並んでの7位タイに着けた。
1981年の日本国土計画サマーズでは3日目に藤木三郎と共に69をマークし、最終日には4日間首位で逃げ切った倉本昌弘から5打差の2位タイに入った。
1987年の関東プロを最後にレギュラーツアーから引退し、シニア転向後の1992年にはJAS CUPシニアで小川貞雄・郭吉雄（中華民国）と並んでの10位タイに入った。
2025年現在は磯崎功・入野太と共に山梨県プロゴルファー会会員で、所属する春日居ゴルフ倶楽部でレッスンを担当。